# Vlad Ivanov
Vlad Ivanov, nato Vladimir Ivanov, (Botoșani, 4 agosto 1969), è un attore rumeno di etnia lipovana.
Grazie alla sua interpretazione nel film Palma d'oro 4 mesi, 3 settimane, 2 giorni di Cristian Mungiu è stato premiato nel 2007 dalla Los Angeles Film Critics Association come Miglior attore non protagonista.

## Filmografia
- Trappola esplosiva (Diplomatic Siege), regia di Gustavo Graef Marino (1999)
- Faimosul paparazzo, regia di Nicolae Margineanu (1999)
- Mekhanicheskaya syuita, regia di Dmitry Meskhiev (2002)
- Les percutés, regia di Gérard Cuq (2002)
- Snuff-Movie, regia di Bernard Rose (2005)
- Nuclear Target (The Marksman), regia di Marcus Adams (2005)
- Femeia visurilor, regia di Dan Pița (2005)
- Second in Command, regia di Simon Fellows (2006)
- 4 mesi, 3 settimane, 2 giorni (4 luni, 3 săptămâni și 2 zile), regia di Cristian Mungiu (2007)
- Interior. Scara de bloc, regia di Ciprian Alexandrescu (2007) - cortometraggio
- Mar nero, regia di Federico Bondi (2008)
- Polițist, Adjectiv, regia di Corneliu Porumboiu (2009)
- Racconti dell'età dell'oro (Amintiri din epoca de aur), regia di Hanno Höfer, Razvan Marculescu, Cristian Mungiu, Constantin Popescu, Ioana Uricaru (2009)
- Il concerto (Le concert), regia di Radu Mihăileanu (2009)
- Cealalta Irina, regia di Andrei Gruzsniczki (2009)
- Sčast'e moë, regia di Sergei Loznitsa (2010)
- The Whistleblower, regia di Larysa Kondracki (2010)
- Principii de viață, regia di Constantin Popescu (2010)
- Crulic - drumul spre dincolo, regia di Anca Damian (2011)
- Anime nella nebbia (V tumane), regia di Sergei Loznitsa (2012)
- Il caso Kerenes (Pozitia copilului), regia di Călin Peter Netzer (2013)
- Snowpiercer, regia di Bong Joon-ho (2013)
- Un etaj mai jos, regia di Radu Muntean (2015)
- Vi presento Toni Erdmann (Toni Erdmann), regia di Maren Ade (2016)
- Câini, regia di Bogdan Mirica (2016)
- Un padre, una figlia (Bacalaureat), regia di Cristian Mungiu (2016)
- Dark Crimes (True Crimes), regia di Alexandros Avranas (2016)
- Ana, mon amour, regia di Călin Peter Netzer (2017)
- Perfect sãnãtos, regia di Anca Damian (2017)
- Un pas în urma serafimilor, regia di Daniel Sandu (2017)
- Caps, regia di Sorin Marin (2017)
- Hier, regia di Bálint Kenyeres (2018)
- Tramonto (Napszállta), regia di László Nemes (2018)
- La Gomera - L'isola dei fischi (La Gomera), regia di Corneliu Porumboiu (2019)